# 皮拉克
皮拉克是巴西托坎廷斯州的一个市镇。总面积921.585平方公里，总人口3014人，人口密度3.3人/平方公里。